# Malpertuus

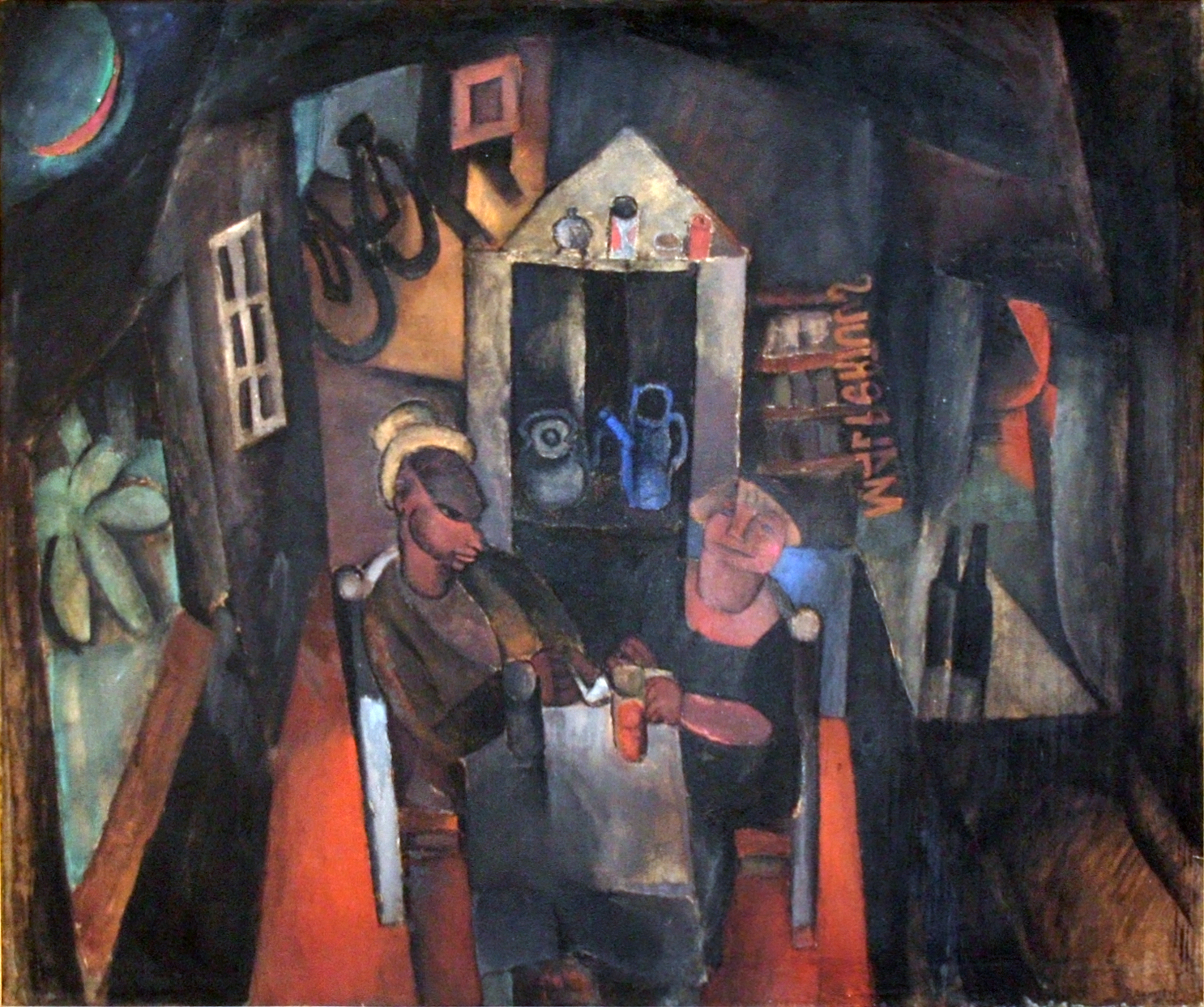
Malpertuus door Frits Van den Berghe (1920)

Malpertuus, ook wel Malpertuis, Malpertus, Maleperduys (Engels) of Maupertuis (Frans), is de burcht van Reinaart de Vos.  
Reynaerd hadde so menich huus,
Maer die casteel Malpertus
Dat was die beste van sinen borghen.
Van den Vos Reynaerde
In 1943 publiceerde Jean Ray (pseudoniem van Raymundus Johannes Maria de Kremer, 1887-1964) de roman Malpertuis, een horrorverhaal dat zich afspeelt in een huis in Gent. De verfilming hiervan door Harry Kümel, Malpertuis, met Orson Welles en Mathieu Carrière verscheen in 1972. 
Ook de buurt Malpertuis in het westen van Maastricht en het Tielts professioneel theatergezelschap Theater Malpertuis dragen deze naam.
Als plaatsnaam komt Maupertuis in Frankrijk veel voor.